# Бородулинское (сельское поселение)
Бородулинское — упразднённое муниципальное образование со статусом сельского поселения в Шарканском районе Удмуртии Российской Федерации.
Административный центр — деревня Бородули.
Законом Удмуртской Республики от 28 апреля 2021 года № 36-РЗ упразднено в связи с преобразованием Шарканского района в муниципальный округ.

## История
Статус и границы сельского поселения установлены Законом Удмуртской Республики от 13 апреля 2005 года № 11-РЗ «Об установлении границ муниципальных образований и наделении соответствующим статусом муниципальных образований на территории Шарканского района Удмуртской Республики».

## Население
| 2010 | 2012 | 2013 | 2014 | 2015 | 2016 | 2017 |
| ---- | ---- | ---- | ---- | ---- | ---- | ---- |
| 831  | ↘820 | ↘797 | ↘767 | ↘760 | ↘749 | ↘698 |
| 2018 | 2019 | 2020 |      |      |      |      |
| ↘683 | ↘651 | ↘621 |      |      |      |      |

## Состав сельского поселения
| № | Населённый пункт | Тип населённого пункта          | Население |
| - | ---------------- | ------------------------------- | --------- |
| 1 | Бородули         | деревня, административный центр | ↘241      |
| 2 | Кельдыш          | деревня                         | →295      |
| 3 | Кочни            | деревня                         | ↘38       |
| 4 | Лып-Селяны       | деревня                         | ↘98       |
| 5 | Малая Ита        | деревня                         | →73       |
| 6 | Мукабан          | деревня                         | ↘75       |